# Segrois
Segrois ist eine französische Gemeinde mit 57 Einwohnern (Stand 1. Januar 2022) im Département Côte-d’Or in der Region Bourgogne-Franche-Comté (vor 2016 Bourgogne); sie gehört zum Arrondissement Beaune und zum Kanton Longvic.

## Geographie
Segrois liegt etwa 20 Kilometer südsüdwestlich von Dijon. An der westlichen Gemeindegrenze verläuft der Fluss Meuzin. Umgeben wird Segrois von den Nachbargemeinden Curtil-Vergy im Norden, Nuits-Saint-Georges im Osten, Villars-Fontaine im Süden sowie Messanges im Westen und Nordwesten.

## Bevölkerung
| Jahr                       | 1962 | 1968 | 1975 | 1982 | 1990 | 1999 | 2006 | 2019 |
| Einwohner                  | 45   | 37   | 37   | 35   | 71   | 54   | 54   | 53   |
| Quellen: Cassini und INSEE |      |      |      |      |      |      |      |      |